# Дроссельное регулирование гидропривода
Дроссельное регулирование гидропривода — способ регулирования скорости движения штока гидроцилиндра или частоты вращения вала гидромотора (или угловой скорости вала поворотного гидродвигателя) за счёт изменения эффективного сечения потока через гидродроссель.
Возможно два принципиально разных варианта дроссельного регулирования:
- изменением эффективного сечения потока через гидродроссель, включённый параллельно гидродвигателю,
- изменением эффективного сечения потока через гидродроссель, включённый последовательно гидродвигателю,

а также возможно сочетание в себе обоих указанных вариантов.

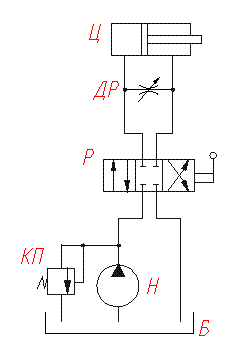
Гидросистема с параллельно включённым дросселем: Р — гидрораспределитель; Н — насос; Ц — гидроцилиндр; Б — гидробак; КП — предохранительный клапан; ДР — гидродроссель

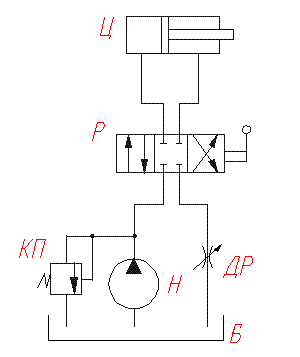
Гидросистема с последовательно включённым дросселем: включение дросселя в сливную гидролинию предпочтительно, так как в случае знакопеременной нагрузки на штоке гидроцилиндра позволяет избежать кавитации

В сравнении с объёмным регулированием гидропривода, при дроссельном регулировании хуже регулировочные характеристики (зависимость скорости движения выходного звена гидродвигателя от нагрузки), ниже КПД гидропривода и выше энергетические потери.
Однако гидросистемы с дроссельным регулированием намного дешевле гидросистем с объёмным регулированием. Поэтому дроссельное регулирование применяется в гидроприводах малой мощности, а также в гидроприводах, имеющих малое время работы и длительное время простоя.
Кроме того, гидросистемы с дроссельным регулированием менее инерционны, что позволяет применять их в гидроприводе станков, в которых часто требуется изменение скорости движения вала гидромотора или штока гидроцилиндра по достаточно сложному закону. Последнее реализуется за счёт кинематической связи запорно-регулирующего элемента гидродросселя с вращающимся кулачком требуемой формы.
Ещё одним преимуществом гидросистем с дроссельным регулированием является то, что они позволяют изменять подачу жидкости в гидродвигатель, а значит и скорость выходного звена гидродвигателя на очень небольшую величину. В гидросистемах с объёмным регулированием осуществлять указанное изменение на малую величину затруднительно из-за утечек рабочей жидкости в регулируемых гидромашинах.